# Żel pod prysznic

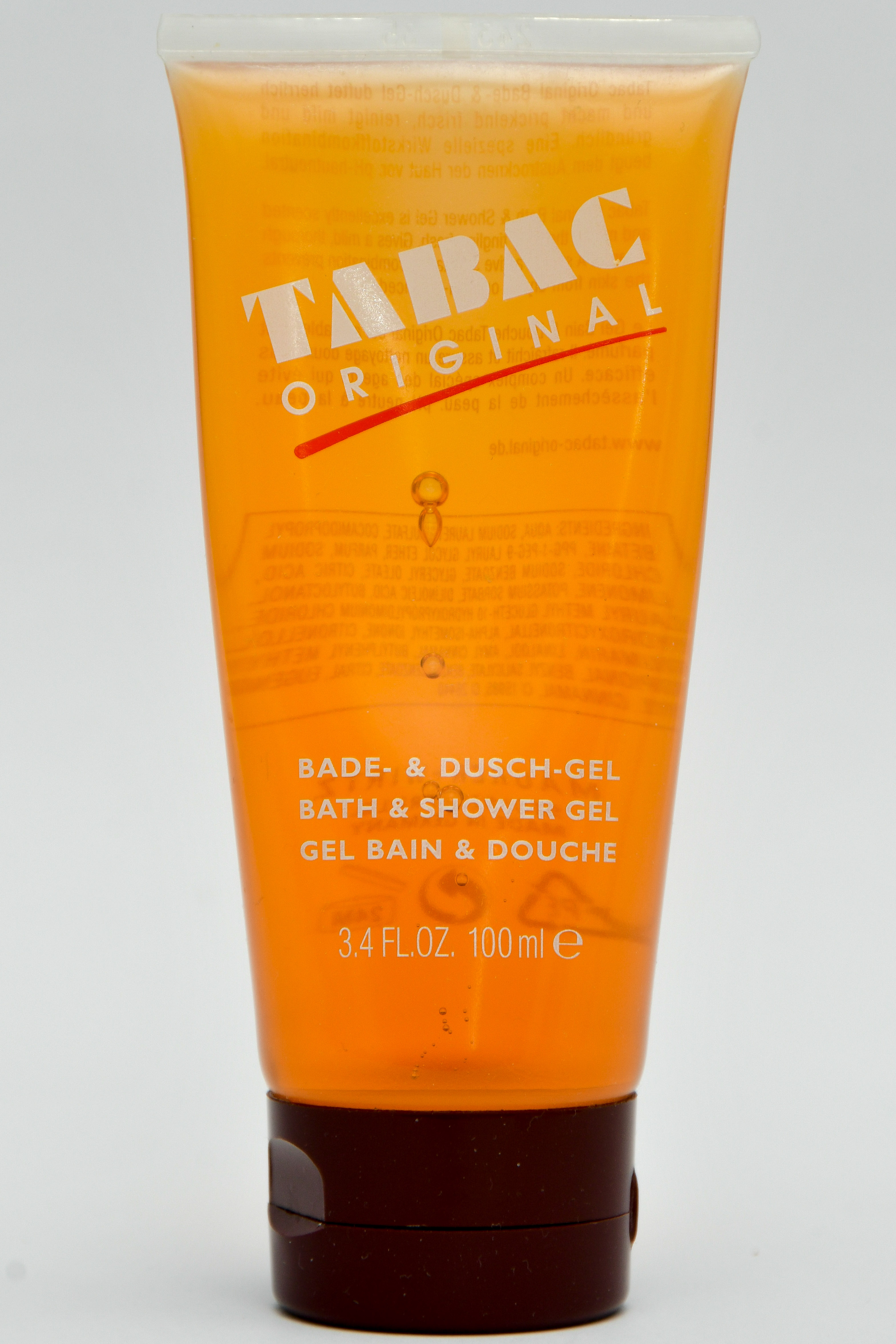
Żel pod prysznic

Żel pod prysznic − substancja posiadająca właściwości płynnej formy mydła, która używana jest do mycia ciała podczas kąpieli pod natryskiem.
Większość dostępnych w handlu żeli pod prysznic jest produktami ropopochodnymi, nie zawierają substancji powstałych w wyniku zmydlania. 
Żele pod prysznic dostępne są w różnego rodzaju plastikowych dozownikach. Praktycznie wszystkie mogą być stosowane na każdy rodzaj skóry. Producenci żeli dodają do nich wyciągi z ziół oraz aromatyzatory. Dostępne są żele mające właściwości aromaterapeutyczne. Do lepszego rozprowadzania żeli w czasie kąpieli służą gąbki lub siatki kąpielowe (wycieradła, myjki). Żelu pod prysznic można używać też w wannie.